# Calanticaria
Calanticaria là một chi thực vật có hoa trong họ Cúc (Asteraceae).

## Loài
Chi Calanticaria gồm các loài: